# Annemarie Hase (Bildhauerin)
Annemarie Hase (* 29. September 1909 in Meuselwitz; † 10. Mai 1999 ebenda) war eine deutsche Bildhauerin und Keramikerin.

## Leben und Werk
Annemarie Hase studierte Bildhauerei und Malerei an der Kunstgewerbeschule Leipzig und arbeitete danach als Bildhauerin freischaffend in Leipzig und Dresden. Sie war Mitglied des Sächsischen Kunstvereins und in der Zeit des Nationalsozialismus obligatorisches Mitglied der Reichskammer der bildenden Künste.
Nach 1945 betrieb sie mit Erich Dietz eine Keramikwerkstatt zunächst in Meuselwitz und ab 1963 in Plottendorf. Neben ihrer Tätigkeit als Bildhauerin und Keramikerin betätigte sie sich auch als Malerin und Grafikerin. Sie war Mitglied des Verbands Bildender Künstler der DDR.

## Werke (Auswahl)
- Stehendes Fohlen (Bronze, 22 × 17,5 cm)[1]
- Junge Pioniere schützen die Natur (Statuette, Gips)[2][3]
- Mädchen (Statuette, Gipsmodell für Bronze; 135 cm; ausgestellt 1953 auf der Dritten Deutschen Kunstausstellung)[4]

## Ausstellungen

### Einzelausstellungen
- 1966: Altenburg, Lindenau-Museum (Plastik und Zeichnungen)
- 1981: Dresden, Galerie Kunst der Zeit (mit Erich Dietz)

### Ausstellungsbeteiligungen
- 1943: Dresden, Brühlsche Terrasse („Kunstausstellung Gau Sachsen“)
- 1943: Leipzig („Große Leipziger Kunstausstellung“)
- 1946: Altenburg/Thür., Lindenau-Museum (Jubiläumsausstellung anlässlich des siebzigjährigen Bestehens des Lindenau-Museums)[5]

- 1954, 1955 und 1972: Leipzig, Bezirkskunstausstellungen
- 1954: Dresden, Dritte Deutsche Kunstausstellung

## Weblink
- https://www.bildindex.de/ete?action=queryupdate&desc=%22hase%2C%20annemarie%22%20&index=obj-all Bildindex